# Шкулипа, Николай Васильевич
Николай Васильевич Шкулипа (1920—1994) — председатель колхоза имени Суворова Магдалиновского района Днепропетровской области, Герой Социалистического Труда (08.04.1971). Член КПСС с 1944 г.

## Биография
Родился 15 мая 1920 г. в селе Бузовка Новомосковского уезда Екатеринославской губернии (ныне — Новомосковский район Днепропетровской области) в крестьянской семье.
Окончил 7-летнюю школу, и с 14-летнего возраста работал прицепщиком тракторной бригады. Избирался секретарем колхозной комсомольской организации.
В 1940 г. призван в РККА. Участник войны и парада на Красной площади 7 ноября 1941 г. Награждён медалью «За оборону Москвы».
После демобилизации — председатель сельсовета в Великой Козершине, директор Лычковского зверосовхоза. В 1950—1965 председатель парткома колхоза им. Сталина (им. Суворова).
С 1965 г. — председатель колхоза им. Суворова.
Герой Социалистического Труда (08.04.1971) — за высокие урожаи с/х культур. Награждён орденами Трудового Красного Знамени, Октябрьской Революции, Отечественной войны II степени (1985).
Делегат XXIV съезда Коммунистической партии Украины (17-20 марта 1971 года) и XXVI съезда КПСС (1981).
Публикации:
- От сильного корня : [Рассказ пред. колхоза им. Суворова Магдалинов. р-на] / Н. В. Шкулипа; [Лит. запись А. Н. Коровяковского]. — Днепропетровск : Проминь, 1988. — 100,[2] с., [4] л. ил.; 17 см. — (Перестройка: подумаем вместе).; ISBN 5-7775-0064-
- Щедрые всходы : [Рассказывает пред. колхоза им. Суворова Магдалинов. р-на] / Н. В. Шкулипа; [Лит. запись А. Н. Коровяковского]. — Днепропетровск : Промінь, 1985. — 71 с. : ил.; 17 см

Умер 18 августа 1994 года. Похоронен в селе Лычково.